# Альянс за демократию и реформы
Алья́нс за демокра́тию и рефо́рмы (рум. Alianţa pentru Democraţie şi Reforme) — политическая коалиция 3 правоцентристских и правых партий и блоков в Республике Молдова (1998—2001). Сформировав коалицию, Демократическая конвенция Молдовы, блок «За демократическую и процветающую Молдову» и Партия демократических сил сумели победить на парламентских выборах 22 марта 1998. АДР потерял большинство в парламенте в декабре 1999 после выхода из состава коалиции 8 депутатов ХДНФ и 9 депутатов других партий АДР.

## Члены альянса
- Избирательный блок «Демократическая конвенция Молдовы» (Партия возрождения и согласия Молдовы, Христианско-демократический народный фронт (до декабря 1999 года), Экологическая партия Молдовы «Зелёный альянс», Христианско-демократическая лига женщин Молдовы, Крестьянская христианско-демократическая партия Молдовы) — либеральная, христианско-демократическая, правоцентристская
- Избирательный блок «За демократическую и процветающую Молдову» (Движение «За демократическую и процветающую Молдову», Гражданская партия Молдовы, Движение «Новая сила», Народно-демократическая партия Молдовы) — социал-демократическая, центристская
- Партия демократических сил — социал-либеральная, правая

## Выборы 22 марта 1998 года
| Партия                                      | Голосов | %     | Мандатов |
| ------------------------------------------- | ------- | ----- | -------- |
| «Демократическая конвенция Молдовы»         | 315 206 | 19.42 | 26       |
| «За демократическую и процветающую Молдову» | 294 691 | 18.16 | 24       |
| Партия демократических сил                  | 143 428 | 8.84  | 11       |
| Альянс за демократию и реформы              | 753 325 | 46.42 | 61       |

## Выборы 25 февраля 2001 года
| Партия                                          | Голосов | %     | Мандатов |
| ----------------------------------------------- | ------- | ----- | -------- |
| Партия возрождения и согласия Молдовы           | 91 894  | 5.79  | 0        |
| Демократическая партия Молдовы                  | 79 757  | 5.02  | 0        |
| Партия демократических сил                      | 19 405  | 1.22  | 0        |
| Крестьянская христианско-демократическая партия | 4 288   | 0.23  | 0        |
| Альянс за демократию и реформы                  | 195 344 | 12.26 | 0        |

По итогам выборов ни одна из партий, представлявших АДР, не преодолела избирательный порог в 6%.